# Североисточна провинција (Кенија)
Североисточна провинција је једна од осам бивших првинција Кеније. Према подацима из 1999. године у њој је живело 962 хиљаде становника. Површина коју заузима је 126 902 км2. Главни град је био Гариса.

## Географија
Североисточна провинција нема изразитих карактеристика рељефа, хидрографски је веома оскудна, иако има релативно богат животињски свет. Клима је полу-сушна и топла.

## Становништво
На подручју бивше Североисточне провинције живе углавном Сомалци који су се због колонијалне поделе затекли на територији која је припала Кенији, иако етнички припадају истој групи као и већинско становништво Сомалије. Поред Сомалаца у овом подручју живе и Рендиле, Боран и Туркана.

## Привреда
Основна привредна активност је номадско сточарство.

## Дистрикти
Источна провинција је 2009. године била подељена на 3 дистрикта и то: Гариса, Ваџир и Мандера.